# ترانکویلینو گاوسیت
ترانکویلینو گاوسیت (انگلیسی: Tranquilino Garcete؛ زادهٔ ۱۹۰۷) یک بازیکن فوتبال اهل پاراگوئه است. 
وی همچنین در تیم ملی فوتبال پاراگوئه بازی کرده‌است.